# Musa bey Rafiyev
Musa bey Rafiyev (Musa bəy Hacı Məmmədhüseyn oğlu Rəfiyev, né en 1888 à Gandja et mort en 1938 à Tebriz) est un homme public et politique, membre du gouvernement de la République démocratique d'Azerbaïdjan.

## Parcours professionnel
Musa bey Rafiyev  reçoit la première éducation à Madrasa de Gandja, puis au gymnase classique. En 1906 il entre à la faculté de Médecine de l’Université de Kharkov. Il retourne à Gandja en 1911 et travaille à l’hôpital. Pour services exceptionnels, il reçoit plusieurs prix, parmi lesquels Conseiller titulaire (1913), Assesseur de Collège (1914), Conseiller de Cour (1916). En 1914, en coopération avec Khudadat bey Rafibeyli et Hasan bey Aghayev, il co-fonde la première Société médicale à Elisavethpol.

## Activité politique
Après la révolution de février (1917) M. Rafiyev est nommé représentant du Comité spécial Transcaucasien à Elizavethpol. Il est élu membre du comité central du Parti Musavat. Le 17 juin 1918, Rafiyev est nommé ministre spécial sans portefeuille, chargé de la sécurité sociale et des affaires des réfugiés et exerce ses fonctions jusqu'au 6 octobre 1918. 1919, Rafiyev est nommé ministre de la Santé et de la Sécurité sociale.
Après la prise de contrôle de l'Azerbaïdjan par les bolcheviks le 28 avril 1920, Rafiyev  immigre à Tabriz où il ouvre une clinique et travaille comme médecin jusqu'à sa mort en 1938.